# Paweł Szkliniarz
Paweł Szkliniarz, przybrane nazwiska: Paweł Kuźnicki, Wiktor Kuźnicki, ps. Paweł, Wiktor (ur. 25 czerwca 1903 w Wysokiej, zm. 26 grudnia 1947 w Kielcach) – polski działacz komunistyczny, dąbrowszczak.

## Życiorys
Urodził się we wsi Wysoka pow. zawierciański w rodzinie Piotra, rolnika i robotnika kolejowego, i Katarzyny z Wnuków. W latach 1920–1922 służył ochotniczo w Wojsku Polskim. W trakcie Bitwy Warszawskiej został ranny i dostał się do niewoli rosyjskiej z której zbiegł.
W 1926 roku wyjechał do Belgii, gdzie pracował w kopalni węgla. Następnie w 1928 roku przeniósł się do Francji, gdzie także pracował w kopalni. W trakcie pobytu we Francji wstąpił do Francuskiej Partii Komunistycznej.
Po wybuchu wojny domowej w Hiszpanii w 1936 roku walczył jako ochotnik w Brygadach Międzynarodowych, w szeregach batalionu im. Jarosława Dąbrowskiego. Pełnił tam funkcję dowódcy kompanii ciężkich karabinów maszynowych, a następnie od 26 listopada 1936 do 13 lutego 1937 dowódca batalionu, gdy został ranny. Po zranieniu został ewakuowany do ZSRR.
W 1940 roku został przerzucony przez NKWD do znajdującej się pod niemiecką okupacją Polski, a od 1942 roku działał w konspiracji, jako członek Polskiej Partii Robotniczej i jeden z organizatorów Gwardii Ludowej. W styczniu 1943 roku został dowódcą Okręgu Siedlce GL a w marcu 1943 roku był ciężko ranny w starciu z Niemcami w Piszczacu. Po wyleczeniu w październiku 1943 roku objął funkcję szefa Oddziału III Sztabu Głównego Gwardii Ludowej a potem Armii Ludowej, używał wtedy pseudonimu „Wiktor” i otrzymał stopień majora.
W styczniu 1945 roku został mianowany podpułkownikiem i komendantem wojewódzkim MO w Kielcach. W tym czasie był również członkiem Komitetu Wojewódzkiego PPR w Kielcach, uczestniczył w I Zjeździe PPR w Warszawie w grudniu 1945 roku. 
W lipcu 1946 roku zwolniony z funkcji komendanta wojewódzkiego MO i aresztowany pod zarzutem niedopełnienia obowiązków służbowych w czasie pogromu Żydów w Kielcach, skąd po krótkim pobycie został zwolniony. Sądzony w procesie związanym z pogromem kieleckim, uniewinniony z zarzutu niedopełnienia obowiązków ale skazany na karę 1 roku pozbawienia wolności za odmowę podporządkowania oddziałów Milicji Obywatelskiej – szefowi Wojewódzkiego Urzędu Bezpieczeństwa Publicznego.
Zmarł 26 grudnia 1947 roku w Kielcach.

## Ordery i odznaczenia
- Krzyż Kawalerski Orderu Odrodzenia Polski (10 października 1945)[2]
- Krzyż Srebrny Orderu Virtuti Militari (27 października 1945)[3]